# Dresselhöfe
Die Dresselhöfe, bestehend aus dem Unteren, Mittleren und Oberen Dresselhof sind zu Weissach im Tal gehörende Weiler, welche auf einer Anhöhe nördlich des Dorfes Unterweissach liegen.

## Geographie
Die Dresselhöfe liegen auf einer Anhöhe nördlich von Unterweissach, dem Dresselberg, in etwa 325–300 m ü. NHN. Nördlich der Anhöhe liegt das Tal des Dresselbachs. Im Südwesten fließt die ihn aufnehmende Weißach, ein Murr-Zufluss, zu der auch südöstlich der Höfe das tief eingeschnittene Tälchen Mühlklinge abfällt. Der Obere Dresselhof im Osten hat etwa ein Dutzend, der Mittlere Dresselhof etwa ein halbes Dutzend, der Untere Dresselhof im Westen wiederum etwa ein Dutzend Hausnummern. 
Die umliegenden Ortschaften sind Backnang-Sachsenweiler im Westen, Steinbach im Norden, Mittel- und Unterbrüden im Osten.

## Geschichte

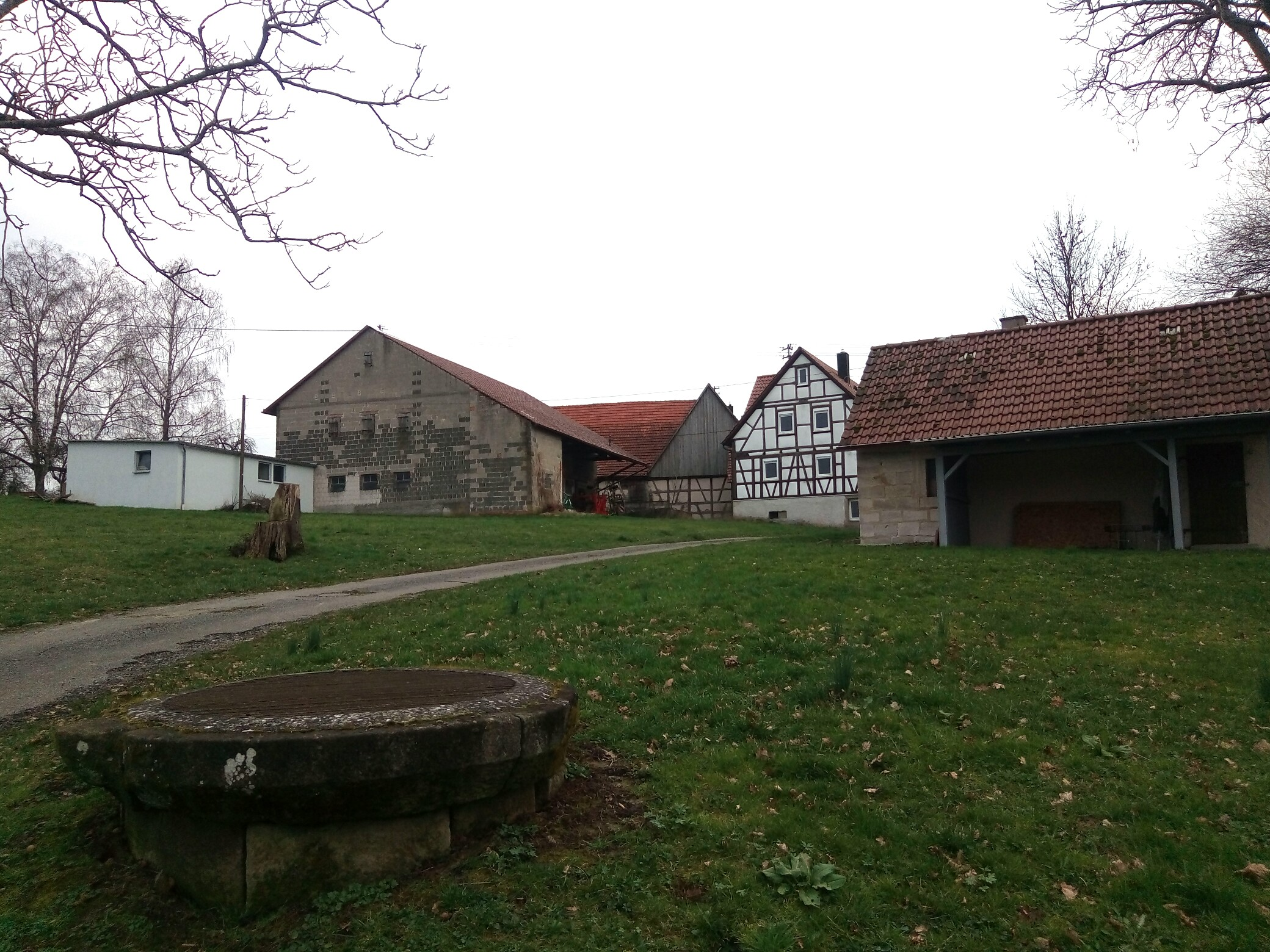
Unterer Dresselhof, im Vordergrund ein alter Ziehbrunnen

Zum ersten Mal erwähnt wurden die Dresselhöfe im Jahre 1245 in einer Urkunde von Papst Innozenz IV. Mit dieser Urkunde stellte der Papst das Stift Backnang unter seinen Schutz und bestätigte dessen Privilegien und Besitztümer an verschiedenen Orten, so auch in Tresselbach. 1459 erließ Graf Ulrich V. von Württemberg der Siedlung Treßelbach Hellerzinsen. Im selben Jahr wird der Ort als wüstes Gut bezeichnet. Wahrscheinlich war der Ort zunächst größer, entwickelte sich jedoch zu einem Einzelhof zurück, da der Ort später Dresselbachhof genannt wurde. Daraus wurde schließlich Dresselhof. Der Ortsname geht wahrscheinlich auf den Beruf des Drechslers zurück. 1459 erließ Graf Ulrich V. von Württemberg dem Dresselhof Hellerzinsen. 1737 gehörte der Dresselhof zur Stadt Backnang. 1828 kam der Dresselhof zur Gemeinde Unterweissach. Im Jahre 1936 wurde der Weiler Dresselhof amtlich in die Wohnplätze Unterer, Mittlerer und Oberer Dresselhof aufgeteilt.

## Einwohnerentwicklung
- 1810: 18 Einwohner[5]
- 1828: 55 Einwohner[6]
- 1847: 51 Einwohner[7]
- 1854: 48 Einwohner[8]
- 1866: 78 Einwohner[9]
- 1871: 72 Einwohner[10]
- 1886: 69 Einwohner[11]
- 1894: 61 Einwohner[12]

## Sehenswürdigkeiten
- Dresselhofbrunnen: Mittlerer Dresselhof: Überdachter ehemaliger Ziehbrunnen aus dem 18. Jahrhundert mit hölzernem Wellbaum, Zahn- und Trommelrad.[13]
- Brunnen im Unteren Dresselhof: Tiefbrunnen mit niedriger Brüstung.[13]